# Folk You 2007 (album video)
Folk You 2007 – Ediție de colecție este un album video înregistrat în concert și lansat la data de 4 august 2008 prin intermediul ziarului Jurnalul Național. Materialul a apărut sub formă de DVD într-un tiraj de 80.000 de exemplare și conține filmări realizate de Televiziunea Română la ediția a treia a Festivalului Folk You!, ce s-a desfășurat în zilele de 10 și 11 august 2007 pe plaja din Vama Veche. Evenimentul a fost dedicat memoriei lui Florian Pittiș, decedat pe 5 august.
„În vara lui 2007 Moțu s-a dus să cânte în alte zări, dar festivalul a continuat: Folk You în memoriam Florian Pittiș. Am organizat evenimentul doar în Vamă, fiindcă, stabilisem, nu fără greutate, că acolo e casa lui. Pe scenă, în toate cele trei zile, a fost un scaun gol, iar pe marginea scenei, între public și artiști, au ars lumânări. A fost, cred, cea mai emoționantă ediție. S-a cântat până la ore mici din noapte și, în fiecare seară, după concerte, mica mea echipă a curățat plaja. Nimeni nu a avut voie să se sustragă acestei activități. Au venit, la întâlnirea cu publicul, artiști consacrați ai genului, cei mai îndrăgiți. Îi regăsiți, pe majoritatea, cu emoții cu tot, pe compilația «Folk You», apărută un an mai târziu și, pentru a cărei realizare, am trecut prin multe peripeții birocratice cu TVR-ul. ”—Ruxandra Predescu, 2011
DVD-ul a fost produs de Jurnalul Național, TVR 2 și TVR Media, apărând pe piață cu puțin timp înainte de ediția a patra a festivalului și la exact un an de la dispariția lui Florian Pittiș. Pe coperta verso apare următorul text: „Ediția 2007 a Festivalului Folk You! a fost realizată în memoriam Florian Pittiș, cel care a fost și rămâne sufletul acestui eveniment. Mulțumim prietenilor care ne-au ajutat cu gândul ori cu fapta și celor peste zece mii de spectatori care au participat cu voce de fundal. Ei sunt cei mai mari artiști!” Compilația video cuprinde o selecție de 32 de piese cântate pe scena festivalului de către cei mai cunoscuți artiști români de muzică folk aflați în activitate în acel moment: Dinu Olărașu, Victor Socaciu, Heidi Schmidt, Mircea Baniciu, Florin Chilian, Vasile Șeicaru, Zoia Alecu, Alexandru Andrieș, Nicu Alifantis, Mircea Florian, Maria Gheorghiu, Florin Săsărman, Ducu Bertzi, Emeric Imre, Mircea Vintilă & Brambura, Maria Magdalena Dănăilă, Marius Bațu, Nicu Covaci și Tatiana Stepa. Pe lângă piesele propriu-zise, filmul concertului include câteva scurte interviuri în care o parte din artiștii enumerați vorbesc despre ce reprezintă muzica folk pentru ei. „Dacă în fiecare an ne încăpățânăm să construim un castel pe nisip, ne-am gândit să-l facem de piatră. Să se bucure de el și cei care n-au reușit să fie martori, lipsind de la cântări”, spunea jurnalista Dana Andronie cu ocazia apariției acestui disc însoțit de un supliment tipărit de 24 de pagini.
DVD-ul conține o piesă din repertoriul formației Phoenix: „The Measure of a Man”, compusă de Nicolae Covaci în anii '80, în Germania de Vest, pe un text în limba engleză scris de Paul Jellis. Melodia a apărut inițial în 2000, pe albumul În umbra marelui urs, reeditat trei ani mai târziu, cu numele corect, În umbra marelui U.R.S.S.. Pe DVD-ul Folk You 2007, veteranul lider Phoenix este acompaniat de tânărul cantautor Silvan Stâncel.
„Anul trecut, pe plaja de lângă Corsaru au urcat pentru prima oară la Folk You! Silvan Stâncel, Alina Zaharia, Alina Manole, Emil Kindlein, Jul Baldovin, Grupul Unde. Nicu Covaci și-a întins aripile de Phoenix și l-a poftit la adăpostul lor pe Silvan Stâncel. Acesta nu a făcut de rușine prestigiul lui Nicu Covaci. Ba dimpotrivă, l-a completat de minune. Pentru senior a fost un moment de satisfacție, iar pentru junior – un moment istoric. Să mai spună cineva că există război între generații! ”—Dana Andronie, 2008

## Piese și personal
| Nr. | Artist                             | Melodie                            | Compozitor / Textier                                                                                             | Interpretare |
| --- | ---------------------------------- | ---------------------------------- | --- | --- |
| 1.  | Dinu Olărașu                       | Folk You!                          | Dinu Olărașu / Dinu Olărașu                                                                                      | Dinu Olărașu – voce, chitară acustică; Vladimir Olărașu – muzicuță |
| 2.  | Dinu Olărașu                       | Sună-mă noaptea                    | Dinu Olărașu / Dinu Olărașu                                                                                      | Dinu Olărașu – voce, chitară acustică; Victor Solomon – chitară acustică |
|     | Victor Socaciu                     | Gând despre muzica folk            | | |
| 3.  | Victor Socaciu                     | Tata și caii                       | Victor Socaciu / Adrian Păunescu                                                                                 | Victor Socaciu – voce, chitară acustică; Biroul Executiv (Victor Solomon – chitară acustică, voce de fundal; Vichi Stephanovici – chitară bas, voce de fundal; Mișu Constantinescu – claviaturi, voce de fundal) |
| 4.  | Victor Socaciu                     | Cântec pentru mama lor             | Victor Socaciu / Victor Socaciu                                                                                  | Victor Socaciu – voce, chitară acustică; Biroul Executiv (Victor Solomon – chitară acustică, voce de fundal; Vichi Stephanovici – chitară bas, voce de fundal; Mișu Constantinescu – claviaturi, voce de fundal) |
| 5.  | Heidi Schmidt                      | Take Me Home, Country Roads        | John Denver / Bill Danoff, Taffy Nivert                                                                          | Heidi Schmidt – voce, chitară acustică |
|     | Mircea Baniciu                     | Gând despre muzica folk            | | |
| 6.  | Mircea Baniciu                     | Tristeți provinciale               | Mircea Baniciu / George Topîrceanu                                                                               | Mircea Baniciu – voce, chitară acustică |
| 7.  | Mircea Baniciu                     | Amintire                           | Mircea Baniciu / George Topîrceanu                                                                               | Mircea Baniciu – voce, chitară acustică |
| 8.  | Mircea Baniciu                     | Întoarcerea la Orient              | Mircea Baniciu / Dan Verona                                                                                      | Mircea Baniciu – voce, chitară acustică |
|     | Mircea Baniciu                     | Gând despre muzica folk            | | |
| 9.  | Florin Chilian                     | Iubi                               | Florin Chilian / Florin Chilian                                                                                  | Florin Chilian – voce, chitară acustică |
| 10. | Florin Chilian                     | Zece                               | Florin Chilian / Florin Chilian                                                                                  | Florin Chilian – voce, chitară acustică |
| 11. | Vasile Șeicaru                     | Vânare de vânt                     | Bob Dylan / Bob Dylan (traducere Adrian Păunescu)                                                                | Vasile Șeicaru – voce, chitară acustică; Vlady Cnejevici – claviaturi, voce de fundal; Tatiana Stepa – voce de fundal                                                                                            |
| 12. | Vasile Șeicaru                     | Aruncarea în valuri                | Vasile Șeicaru / Adrian Păunescu                                                                                 | Vasile Șeicaru – voce, chitară acustică; Vlady Cnejevici – claviaturi, voce de fundal |
|     | Vasile Șeicaru                     | Gând despre muzica folk            | | |
| 13. | Zoia Alecu                         | Frică mi-e că mor ca mâine         | Tradițional românesc                                                                                             | Zoia Alecu – voce |
| 14. | Zoia Alecu                         | Vino aici                          | Zoia Alecu / Zoia Alecu                                                                                          | Zoia Alecu – voce, chitară acustică |
|     | Nicu Alifantis                     | Gând despre muzica folk            | | |
| 15. | Alexandru Andrieș & Nicu Alifantis | Dimineața devreme                  | Alexandru Andrieș / Alexandru Andrieș                                                                            | Alexandru Andrieș – voce, chitară acustică; Nicu Alifantis – percuție |
| 16. | Alexandru Andrieș & Nicu Alifantis | Balada dromaderelor                | Nicu Alifantis / Geo Bogza                                                                                       | Nicu Alifantis – voce, chitară acustică; Alexandru Andrieș – chitară acustică |
| 17. | Alexandru Andrieș & Nicu Alifantis | Transport în comun                 | Alexandru Andrieș / Alexandru Andrieș                                                                            | Alexandru Andrieș – voce, chitară acustică; Nicu Alifantis – chitară acustică, voce de fundal |
| 18. | Alexandru Andrieș & Nicu Alifantis | Îți poți închipui                  | Nicu Alifantis / Bulat Okudjava, Eugène Guillevic (traducere Passionaria Stoicescu, Dumitru Bălan, Nina Cassian) | Nicu Alifantis – voce, chitară acustică; Alexandru Andrieș – chitară acustică |
| 19. | Alexandru Andrieș & Nicu Alifantis | La Telejurnal                      | Alexandru Andrieș / Alexandru Andrieș                                                                            | Alexandru Andrieș – voce, chitară acustică; Nicu Alifantis – chitară acustică |
|     | Nicu Alifantis                     | Gând despre muzica folk            | | |
| 20. | Mircea Florian                     | Iubita mea de-acum 80 de ani       | Mircea Florian / Mircea Florian                                                                                  | Mircea Florian – voce, chitară acustică; Costin Petrescu – percuție electronică |
| 21. | Mircea Florian                     | Paralele intersectate              | Mircea Florian / Mircea Florian                                                                                  | Mircea Florian – voce, chitară acustică; Costin Petrescu – percuție electronică |
| 22. | Maria Gheorghiu                    | Floare de vârtej                   | Maria Gheorghiu / Ion Chichere                                                                                   | Maria Gheorghiu – voce, chitară acustică |
| 23. | Florin Săsărman                    | Kumbaya                            | Tradițional afro-american                                                                                        | Florin Săsărman – voce, chitară acustică; Maria Gheorghiu – voce de fundal |
| 24. | Ducu Bertzi                        | Când s-o-mpărțit norocu'           | Tradițional maramureșean                                                                                         | Ducu Bertzi – voce, chitară acustică; Marius Bațu – chitară acustică |
| 25. | Ducu Bertzi                        | M-am îndrăgostit numai de ea       | Gianni Nazzaro / Daniela Crăsnaru                                                                                | Ducu Bertzi – voce, chitară acustică; Marius Bațu – chitară acustică |
|     | Ducu Bertzi                        | Gând despre muzica folk            | | |
| 26. | Emeric Imre                        | Nebun de alb                       | Emeric Imre / Adrian Păunescu                                                                                    | Emeric Imre – voce, chitară acustică; Cristina Pătrașcu – voce de fundal; Ioan Onișor – voce de fundal |
|     | Mircea Vintilă                     | Gând despre muzica folk            | | |
| 27. | Mircea Vintilă & Brambura          | Pământul deocamdată                | Mircea Vintilă / Adrian Păunescu                                                                                 | Mircea Vintilă – voce, chitară acustică; Brambura (Gelu Ionescu – claviaturi; Robert Enache – chitară electrică)                                                                                                 |
| 28. | Mircea Vintilă & Brambura          | Peste răbdări te-am așteptat       | Mircea Vintilă / Gheorghe Azap                                                                                   | Mircea Vintilă – voce, chitară acustică; Brambura (Gelu Ionescu – claviaturi; Robert Enache – chitară electrică; Elena Pavel – voce de fundal; Andrada Popa – voce de fundal)                                    |
| 29. | Maria Magdalena Dănăilă            | Descântec de ploaie                | Maria Magdalena Dănăilă / Ana Blandiana                                                                          | Maria Magdalena Dănăilă – voce, chitară acustică |
|     | Marius Bațu                        | Gând despre muzica folk            | | |
| 30. | Marius Bațu                        | Ce să-ți aduc, iubito, de pe mare? | Marius Bațu, Eugen Baboi / Radu Stanca                                                                           | Marius Bațu – voce, chitară acustică |
| 31. | Nicu Covaci                        | The Measure of a Man               | Nicolae Covaci / Paul Jellis                                                                                     | Nicolae Covaci – voce, chitară acustică; Silvan Stâncel – chitară acustică; Cristina Pătrașcu – voce de fundal; Ioan Onișor – voce de fundal                                                                     |
| 32. | Tatiana Stepa                      | Copaci fără pădure                 | Tatiana Stepa / Adrian Păunescu                                                                                  | Tatiana Stepa – voce, chitară acustică |